# Коррейя, Жуан (регбист)
Жуан Карлуш Гонсалвеш Коррейя (порт. João Carlos Gonçalves Correia, родился 19 августа 1979 года в Лиссабоне) — португальский регбист, выступавший на позиции хукера, неоднократный чемпион Португалии, обладатель Кубка Португалии и Суперкубка Португалии. Участник чемпионата мира 2007 года в составе сборной Португалии.

## Биография
В регби начал играть с восьми лет, однако из-за отсутствия местного клуба смог приступить к полноценным тренировкам только в возрасте 18 лет. На клубном уровне выступал за команды «Групу Дешпортиву Дирейту», «Лишбоа» и «Лузитануш», с которыми играл также и в еврокубках.
В сборной Португалии дебютировал 8 марта 2003 года матчем против Чехии в Лиссабоне. Долгое время был капитаном команды, за свою карьеру провёл 80 встреч и набрал 20 очков. В 2007 году в составе сборной Португалии выступил на первом в её истории чемпионате мира, сыграл все четыре матча на турнире. Последнюю игру провёл 15 марта 2014 года в Лиссабоне против сборной Испании.
Получил высшее медицинское образование в Лиссабонском университете по специальности «стоматолог-гигиенист».